# Клан Камерон

Емблема клану Камерон

Герб клану Камерон

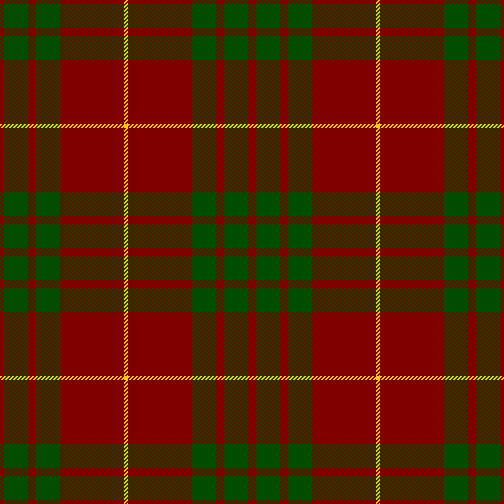
Тартан клану Камерон

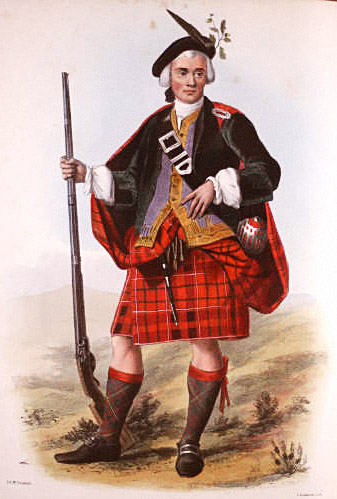
Вождь клану Камерон у традиційному вбранні. Малюнок художника Р. Р. МакЯна 1845 року.

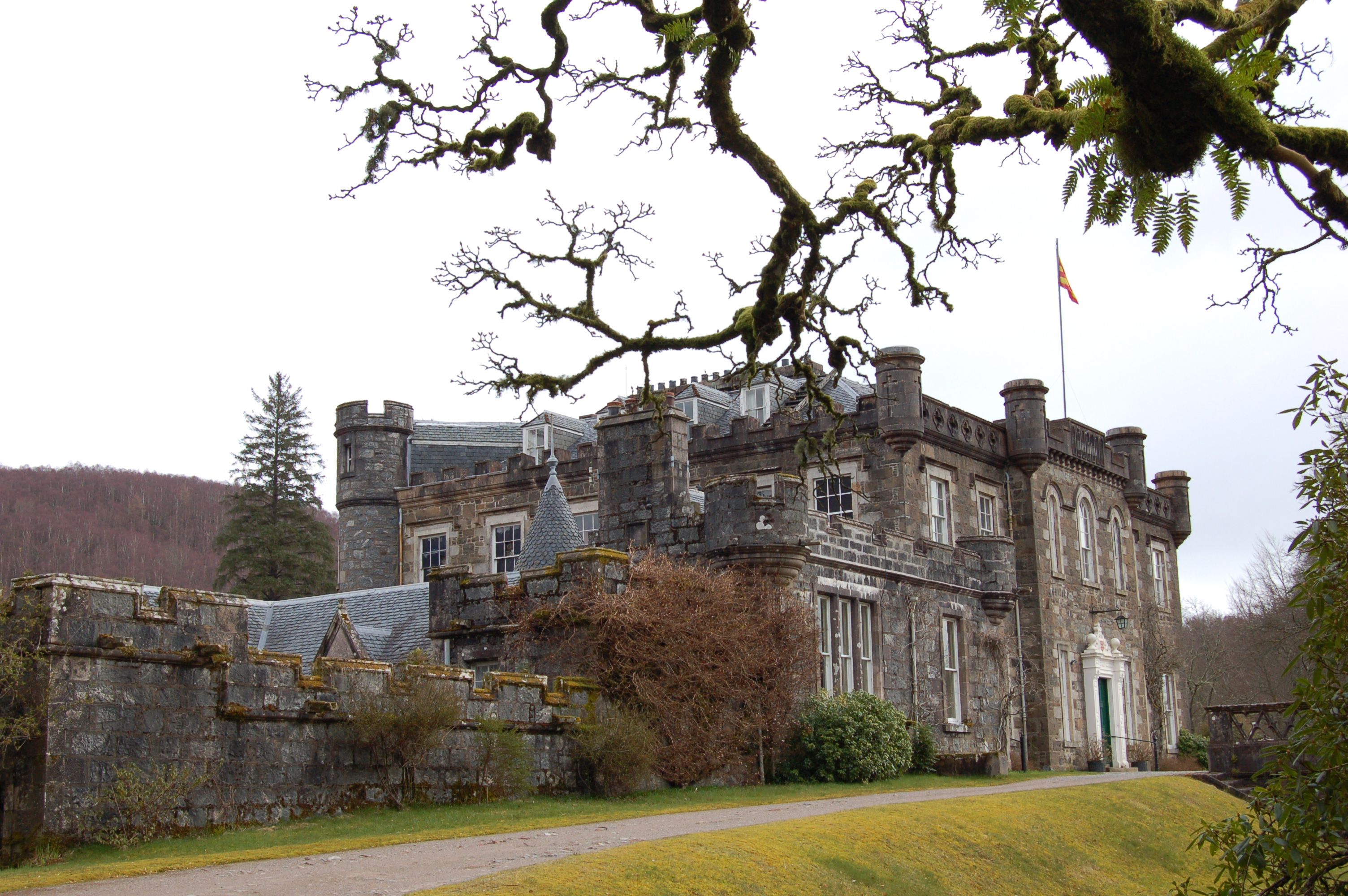
Замок Ахнекеррі — твердиня клану Камерон.

Клан Камерон (шотл. — Cameron) — гірський шотландський клан з однією головною гілкою — Лохіл (шотл. — Lochiel) і чисельними септами. Володіння клану знаходяться в землях Лохабер (шотл. — Lochaber). На їх землях є гора Бен Невіс, яка є найвищою вершиною на Британських островах. Таким чином клан Камерон є найвисокогірнішим кельтським кланом з усіх нам відомих. Вождя цього клану називають Лохіл (шотл. — Lochiel).
Символи клану: дуб та водянка чорна.
Гасло клану:
давнє: Mo Righ Mo Dhuchaich — За короля і Батьківщину! (гельск.)
сучасне: Aonaibh Ri Chéile — Давайте обєднаємось! (гельск.)
Військовий клич клану: Chlanna nan con thigibh a so's gheibh sibh feoil! — Нащадки гончих псів, візьміть це тіло! (гельск.)
Резиденція вождя клану: Замок Ахнакаррі (шотл. — Achnacarry Castle)
Історична резиденція вождя клану: Замок Тор (гельск. — Tor Castle)
Вождь клану: Дональд Ангус Камерон Лохіл— XXVII вождь клану Камерон.

### Історія клану Камерон

#### Походження
Виникнення клану Камерон неясне — витоки губляться у глибині віків. Але є кілька теорій та легенд. Літопис клану Камерон говорить, що вони походять від одного з синів короля Данії в епоху вікінгів, що допоміг відновленню влади шотландського короля Фергюса II. І що назва клану походить від кельтського прізвиська цієї людини — Кам Шрон — Кривий Ніс. Але історик Колінз Шотландський пише в «Енциклопедії кланів», що цей клан походить від Донала Дува (шотл. гельк. — Donal Dubh) — Донала Темного. І перший вождь клану Камерон був з клану МакГіллоніс(шотл. — MacGillonies) або походив із земель Баллегарно (ірл. — Ballegarno), що з Файфу.
За словами Джона Майра, клан Камерон і конфедерація кланів Хаттан мають спільне походження. Але ця теза не має ніяких аргументів.
Аллен названий Мак Орхтрі мак Ухтреда згадується як вождь клану Камерон в часи шотландського короля Роберта II. Згідно з шотландськими літописами клан Камерон був непримиренним ворогом конфедерації кланів Хаттан і постійно з нею воював.
У XV столітті клан Камерон добре відомий як клан Гайленду з Грейт Глен в Лохабері. Володарями цих земель вони стали після шлюбу з спадкоємицею місцевих вождів клану Маел Анфайд (назва клану Маел Анфайд Монкрейффе перекладається як «Діти того, хто був присвячений бурі»).
У XV столітті, після того як клан Камерон став головним в цій місцевості, він підпорядкував собі місцеві клани МакГіллоні (шотл. — MacGillonie) із Строун, МакМартін (шотл. — MacMartin) з Леттерфінлей та МакСорлі (ірл. — MacSorley) з Глен Невіс. В результаті цього вождя клану Камерон в ті часи іноді називали вождем клану МакГіллоні. З вождів клану Камерон з XV століття відомий вождь Мак Домнулл Дув (шотл. — Mac Dhomnuill Dubh) або Дамналл Темний. Він був першим вождем цього клану який відомий достовірно. Але він не був першим вождем у літописах цього клану та в статуті 1472 року.

#### Клан Камерон та війни за незалежність Шотландії
Згідно літописів, під час війни за незалежність Шотландії клан Камерон підтримав майбутнього короля незалежної Шотландії Роберта I Брюса. Тоді очолював клан Джон (Іоан) VII де Камерон. Клан брав участь у битві під Баннокберн у 1314 році. А потім на чолі з вождем Джоном (Іоаном) VIII де Камероном брав участь у битві під Халідон Хілл у 1333 році.

#### XIV століття
У XIV столітті клан Rамерон брав участь у чисельних війнах між кланами. Ворогами клану Камерон у цих війнах був переважно клан Макінтош з яким ворожнеча і війна тривала 328 років. Першою битвою з цим кланом була битва під Друмлуй у 1337 році. Причиною війни була суперечка за землі Гленлуй та Лох Акрайг. Клан Камерон отримав поразку, але не змирився і ще 328 років продовжував боротьбу. У 1370 році відбулась битва під Інвернаховен (шотл. — Invernahoven). Клан Камерон зітнувся з кланами конфедерації Хаттан в яку ходили тоді клани Макінтош, МакФерсон, Девідсон. У 1396 році відбулась битва під Північним Інч — знову між кланом Камерон і конфедерацією кланів Хаттан.

#### XV століття
У XV столітті клан Камерон вів нескінченні війни з іншими кланами. У 1411 році клан Камерон брав участь у битві під Харлоу (біля Абердину) — підтримав Домналла Островитянина — лорда Островів, вождя клану МакДональд, що відстоював титул графа Росс. Їхнім ворогом був герцог Роберт Стюарт — герцог Олбані. У 1429 році клан Камерон взяв участь в битві під Лохабер. Битва відбулась між прихильниками Олександра Островитянина — графа Росс та армією роялістів — прихильниками короля Джеймса І Шотландського. У тому ж 1429 році відбулась ще одна битва між кланом Камерон та конфедерацією кланів Хаттан — Битва Вербної Неділі.

#### XVI століття
У 1505 році відбулася битва під Ахнашеллах (шотл. — Achnashellach). Війна йшла між кланами Камерон з одного боку та кланами Манро та МакКей з іншого боку.
У той час йшли запеклі англо-шотландські війни — переважно у прикордонній зоні. Але гірські клани були теж втягнуті у цю війну. Вождем клану Камерон був Евен Камерон (шотл. — Ewen Cameron). Під його проводом клан брав участь в битві з англійцями на Флодден Філд  у 1513 році.
У 1544 році клан Камерон виставив загін лучників на допомогу кланам МакДональд та Ранальд у битві проти клану Фрейзер у битві, що ввійшла в історію як «Битва Сорочок». Згідно з історичними переказами та легенд ця битва була дуже жорстокою — в результаті битви вижили тільки 5 воїнів з клану Фрейзер і 8 воїнів з клану МакДональд.
Згодом клан Камерон здійснив успішні набіги на землі кланів Грант та Фрейзер. Клан Камерон в результаті цих набігів отримав багату здобич. Але в результаті цих подій вождь клану Камерон — Евен Камерон впав в немилість в очах графа Хантлі — вождя клану Гордон та «Володаря Півночі». Почалась війна і вождь клану Камерон був вбитий у битві під Ельгін (шотл. — Elgin) у 1547 році.
У 1570 році відбулась битва під Бун Гарван (ірл. — Bun Garbhain) в якій Дональд Дув Камерон — XV вождь клану Камерон загинув, лишивши малолітнього сина Аллана як вождя клану. Як пишуть літописи, під час битви вождь клану Макінтош вбив Дональда Тайллера Дув на Туайге Камерона (шотл. — Donald Taillear Dubh na Tuaighe Cameron) — сина XIV вождя клану Камерон, що був озброєний важкою лохаберською сокирою.
У 1594 році Аллен Камерон, XVI вождь клану Камерон очолив клан в битві під Гленлівет (шотл. — Glenlivet). Клан виступив на підтримку Джорджа Гордона — І маркіза Хантлі, вождя клану Гордон. У битві був розгромлений Арчібальд Кемпбелл (шотл. — Archibald Campbell) — VII граф Аргайла, вождь клану Кемпбелл.

#### XVII століття
Під час громадянської війни на Британських островах клан Камерон в битві під Інверлочі (шотл. — Inverlochy) у 1645 році був на стороні роялістів, як і більшість шотландських та ірландських кланів. У битві були розгромлені республіканці та клан Кемпбелл, який був на боці республіканців. У подальші роки клан затято воював проти Олівера Кромвеля. Клан Камерон відігравав значну роль у силах роялістів під час подій 1651 та 1654 років.
У 1665 році відбулось протистояння біля бродів Аркайг — яке завершилось без кровопролиття. Під час цих подій було покладено край ворожнечі клану Камерон з конфедерацією кланів Хаттан (зокрема з кланом Макінтош), що тривала 328 років.
У 1668 році відбулась битва мід Маол Руад (шотл. гельск. — Maol Ruadh). У той час XVII вождь клану Камерон — сер Евен Камерон підтримував мир між кланами Камерон та МакКінтош. Але коли він був у від'їзді в Лондоні між кланами знову спалахнула війна: клани МакДональд та Камерон з одного боку та кланами Макінтош та Макензі з іншого боку. У цій битві клан Камерон відіграв вирішальну роль в перемозі клану МакДональд.
Як якобіти клан Камерон брав участь у битвах під Кілікранкі (липень 1689), битві під Данкельдом (серпень 1689), битві під Кромдейл (1690).

#### XVIII століття
У 1715 році клан Камерон підтримав повстання якобітів, брав участь у битві під Шеріффмур (шотл. — Sheriffmuir). Потім клан Камерон брав участь в битві під Глен-Шіл (шотл. — Glen Shiel) у 1719 році. Після цих битв вождь клану Камерон — Джон Камерон Лохілський переховувався в горах, а потім втік до Франції у вигнання.
У 1745 році Чарльз Едвард Стюарт висадився в Шотландії. Почалось нове повстання якобітів. Клан Камерон погодився його підтримати. Клан брав участь в битвах під Престонпанс (шотл. — Prestonpans) (1745), під Фалкрік (шотл. — Falkirk) (1746), під Куллоден  (6 квітня 1746). Після останньої битви вождь клану Камерон — Дональд Камерон, якого називали Ніжний Лохіл, втік до Франції, де і помер у 1748 році.
МакМартін — септа клану Камерон — була найлояльнішою і найціннішою як послідовники Лохіла. У 1745 році септа МакМартін утворила окремий полк Лохіла.
Пізніше — у 1793 році з клану Камерон був сформований 79 окремий королівський полк Камеронів Гайленду під командою сера Аллана Камерона Ерахтського (1753—1828).

#### XIX століття
Після битви під Куллоден землі клану Камерон були конфісковані урядом Великої Британії. Але потім — у 1784 році вони були повернені Донапльду Камерону — XXII вождю клану Камерон — «джентльмену Лохіла». Але земля фактично не управлялася кланом, аж доки у 1819 році Дональд Камерон — вождь клану не повернувся з еміграції. Але деякі традиційні землі клану — на східному березі озера Лох-Лохі не були повернені клану Камерон. Ці землі перебували у власності герцога Гордона який постійно підвищував плату за оренду цих земель. Довгий час тривали суперечки і конфлікти через ці землі з участю представників церкви. Багато Камеронів, що розсіяні по всьому світі походять від цих нещасних людей, що колись були вигнані зі своєї споконвічної землі.
Під час наполеонівських війн Дональд Камерон — XXIII вождь клану Камерон відзначився в битві під Ватерлоо, воюючи в складі гренадерського гвардійського полку. Він вийшов на пенсію у 1832 році. У тому ж році він одружився з леді Вере — дочкою високоповажного Джорджа Вере Хобарта, сестрою VI графа Бекінгемширу.

#### XX століття
Під час Першої світової війни XXV вождь клану Камерон командував чотирма додатковими батальйонами шотландців Гайленду і за це у 1934 році він став кавалером ордену Будяка. Його син — сер Дональд Гаміш Камерон також був нагороджений цим орденом у 1973 році.
Під час Другої світової війни батальйони клану Камерон продовжували носити кілти — на відміну від всіх інших шотландських та ірландських солдатів. За це і за героїзм під час боїв їх німці назвали «дами з пекла».